# Rolf Lerfors

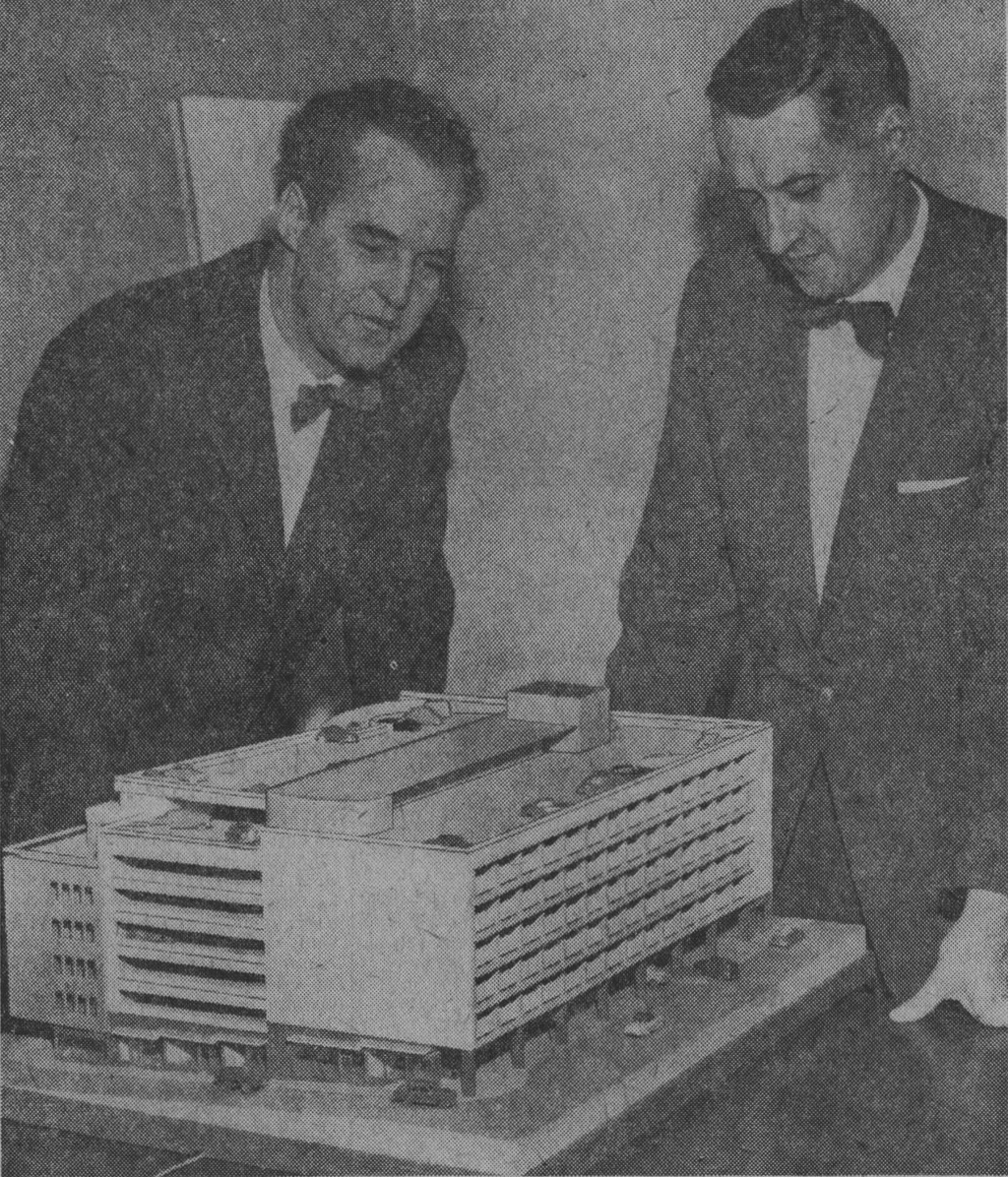
Arkitekt Wilhelm Boijsen (t.v.) och Rolf Lerfors (t.h.) med modell av Stockholms första parkeringshus P-Centrum i hörnet Slöjdgatan / Mäster Samuelsgatan.

Rolf Conrad Lerfors, född 22 januari 1922 i Borås, död 4 februari 2013 i Lidingö, var en svensk ingenjör.
Lerfors, som var son till handlaren Conrad Larsson och Ellen Johansson, avlade studentexamen 1940, civilingenjörsexamen vid Kungliga Tekniska högskolan 1944 och blev teknologie licentiat 1946. Han blev ingenjör vid Stockholms stads hamnförvaltning 1944, forskningsingenjör vid Arméförvaltningen 1947, byrådirektör vid Kungliga Järnvägsstyrelsen 1951, konstruktionschef på Stockholms stads fastighetskontor 1956, vid AB Samuelsson & Bonnier 1958 och överingenjör där 1960. 
I samband med byggandet av Huddinge sjukhus startade Lerfors företaget Centrumprojektering, Cepro AB, men förlorade detta uppdrag i samband med den så kallade Huddingeskandalen 1972. Företaget var därefter engagerat i byggandet av Ringhals kärnkraftverk, men senare fick företaget ekonomi och organisation som ny specialitet.